# Monika Boholm
Monika Ulla Brita Boholm, född 7 november 1929 i Karlstad, död 15 januari 2015 i Göteborg, var en svensk målare.
Boholm studerade vid Gerlesborgsskolan och Pernbys målarskola i Stockholm. Hon hade separatutställningar i Göteborg, Örebro, Kristinehamn och Falun.
Hon tilldelades Dalarnas konstförenings stipendium 1965.
Boholm är representerad i Statens konstråd, Folkets hus riksorganisation samt kommuner och landsting. Hon är gravsatt i minneslunden på Stampens kyrkogård i Göteborg.